# بيت زايد (الطويلة)

تعديل مصدري - تعديل

بيت زايد هي إحدى قرى عزلة لاعة بمديرية الطويلة التابعة لمحافظة المحويت، بلغ تعداد سكانها 97 نسمة حسب تعداد اليمن لعام 2004.